# Crotalaria spartioides
Crotalaria spartioides är en ärtväxtart som beskrevs av Dc.. Crotalaria spartioides ingår i släktet sunnhampor, och familjen ärtväxter. Inga underarter finns listade i Catalogue of Life.